# District de Villa Virgen
Au Pérou, le district de Villa Virgen est l’un des dix-huit districts de la province de La Convención située dans le département de Cusco.